# Ager publicus
Ager publicus designa o conjunto de bens imóveis pertencentes ao Estado romano, constantemente aumentados devido aos confiscos de terras aos vencidos, sobretudo depois da Segunda Guerra Púnica.
Havia diversas categorias, como as florestais e mineiras, terrenos de lavoura, terrenos baldios, e outros.
Parte podia ser alugada ao Estado, em condições fixadas pelas Leis Licínias. Por vezes, foi utilizado para favorecer as classes pobres (Gracos) ou para garantir a aposentadoria dos legionários, (a partir de Caio Mário). Por último, confundiu-se com os domínios imperiais.